# Глухов, Михаил Михайлович
Михаил Михайлович Глу́хов (20 ноября 1930 — 9 декабря 2018) — советский и российский криптограф, полковник госбезопасности, доктор физико-математических наук, профессор, академик-секретарь и действительный член  Академии криптографии РФ, Заслуженный деятель науки Российской Федерации.

## Биография
Родился в 1930 году в Татарской АССР, селе Тюрнясево Октябрьского (в н. в. Нурлатского) района.
С 1951 года, после окончания Мелекесского государственного учительского института Министерства просвещения РСФСР в городе Мелекесс Ульяновской области, работал учителем математики в средней школе родного села. С 1954 года — старший преподаватель Мелекесского государственного педагогического института Главного управления высших учебных заведений Министерства просвещения РСФСР. С 1958 года учился в аспирантуре в МГПИ им. В. И. Ленина. С 1961 года назначен деканом факультета Мелекесского государственного педагогического института.
С 1962 года — в органах радиоразведки КГБ СССР — старший научный сотрудник Восьмого Главного управления КГБ СССР.
С 1969 года — доцент кафедры криптографии, с 1973 года — начальник кафедры высшей математики Технического факультета Высшей школы КГБ СССР им. Ф. Э. Дзержинского.
С 1993 года — профессор Института криптографии, связи и информатики. С 1994 года — действительный член, с 1997 года — академик-секретарь отделения математических проблем Академии криптографии РФ.

## Награды
- Орден «Знак Почёта»
- Заслуженный деятель науки Российской Федерации
- Почётный сотрудник госбезопасности